# الدوري الهولندي الدرجة الأولى 1987–88
الدوري الهولندي الدرجة الأولى 1987–1988 هو الموسم الثاني والثلاثون من الدوري الهولندي الدرجة الأولى منذ إنشائه في عام 1956. فاز بهذا الموسم آر كي سي فالفيك.http://www.rsssf.com/tablesn/ned88.html

## الفرق
يشارك 20 نادي في الدوري: النادي الذي يحتل المرتبة الأولى في هذا الدوري يتأهل مباشرة إلى الدوري الهولندي الممتاز، تأهل في هذه الدوري آر كي سي فالفيك.